# Ian Murray (football)
Pour les articles homonymes, voir Ian Murray et Murray.
Ian William Murray est un footballeur écossais, né le 20 mars 1981 à Édimbourg en Écosse. Il évolue comme milieu ou arrière gauche. Il est reconverti entraineur.

## Palmarès
Hibernian
- Coupe de la Ligue
  - Finaliste : 2004

## Carrière entraineur
- depuis nov. 2012 :  Dumbarton FC[1],[2],[3],[4]